# Evgeniy Maloletka
Evgeniy Maloletka (en ukrainien : Малолєтка Євген) est un photojournaliste et photographe de guerre ukrainien, né le 1er mars 1987 à Berdiansk.
Il remporte le Visa d’or News au festival Visa pour l’Image, le prix photo du jury international du prix Bayeux des correspondants de guerre en 2022, le premier prix du World Press Photo et deux prix Pulitzer de la photographie d’actualité en 2023.

## Biographie
Evgeniy Maloletka est né en 1987 à Berdiansk. Il a étudié l’électronique à l’Institut polytechnique Igor Sikorsky de Kyiv et obtient son diplôme en 2010. En 2009, il débute comme photographe pour l’agence ukrainienne d’information indépendante UNIAN.
Il travaille ensuite comme photographe indépendant et a collaboré entre autres avec l’Associated Press, Al Jazeera et Der Spiegel.
En 2020-2021, il couvre la pandémie de Covid-19 en Ukraine.
Du 23 février — une heure avant que tombe la première bombe — au 15 mars 2022, lors de l’invasion de l’Ukraine par la Russie, il se trouve avec le reporter Mstyslav Tchernov dans Marioupol assiégée par les troupes russes. Tchernov et Maloletka sont les derniers journalistes présents dans la ville pendant cette période, et leurs photographies ont été largement publiées par les médias occidentaux pour témoigner de la situation,,. En tant que photographe, il participe au film documentaire ukrainien 20 Jours à Marioupol (en ukrainien : 20 днів у Маріуполі) écrit et réalisé par Mstyslav Tchernov et sorti en 2023 au Festival du film de Sundance.
Le 23 mai 2022, Evgeniy Maloletka reçoit le Knight International Journalism Award avec Mstyslav Tchernov et Vassilissa Stepanenko pour leur travail à Marioupol.
En septembre 2022, il reçoit le Visa d’or News au festival international de photojournalisme Visa pour l’image.

## Expositions
Liste non exhaustive
- 2022 : « Marioupol, Ukraine », avec Mstyslav Tchernov, Festival Visa pour l’Image, couvent des Minimes, Perpignan[8]

## Prix et récompenses
Liste non exhaustive
- 2022 : Deutsche Welle Freedom of Speech Award[9]
- 2022 : Knight International Journalism Award[6]
- 2022 : Visa d’Or News au festival Visa pour l’Image, pour sa couverture du bombardement de Marioupol[7]
- 2022 : Prix photo du jury international du Prix Bayeux des correspondants de guerre pour son reportage en Ukraine « Le siège de Mariupol »[10]
- 2022 : Free Media Awards « pour sa documentation extraordinaire et courageuse du siège russe et le bombardement de Marioupol »[11]
- 2022 : Désigné « Agency photographer of the year » par le quotidien britannique The Guardian.
- 2023 : World Press Photo of the Year
- 2023 : Prix Pulitzer de la photographie d’actualité, catégorie « Public service », pour « le reportage courageux de la ville assiégée de Marioupol qui a témoigné du massacre de civils lors de l’invasion russe de l’Ukraine. »[12].
- 2023 :  Prix Pulitzer de la photographie d’actualité, catégorie « Breaking News Photography », « Pour des images uniques et urgentes des premières semaines de l’invasion de l’Ukraine par la Russie, notamment la dévastation de Marioupol après le départ d’autres organes de presse, victimes du ciblage des infrastructures civiles et de la résilience du peuple ukrainien qui a pu fuir. »[13]